# 9757 Felixdejager
9757 Felixdejager è un asteroide della fascia principale. Scoperto nel 1991, presenta un'orbita caratterizzata da un semiasse maggiore pari a 2,8958177 UA e da un'eccentricità di 0,0589613, inclinata di 0,93594° rispetto all'eclittica.